# Killing Floor
A Killing Floor egy kooperatív túlélőhorror FPS, amelyet a Tripwire Interactive fejlesztett és adott ki. A játék 2009. május 14-én jelent meg PC-re. A program eredetileg egy Unreal Tournament 2004 mod volt, ebből nőtte ki magát teljes értékű, önálló játékká.

## Történet
A játék Londonban játszódik. A történet szerint egy Horzine Biotech nevű, biotechnológiával foglalkozó cég különféle klónozási és genetikai kísérleteket végez, főként katonai célokra. Azonban valami hiba folytán a mutánsok elszabadulnak, és ellepik az egész várost és környékét. A játékos feladata, hogy csapatával felvegye a harcot a zombik hordái ellen.

## Karakterek
A program alapverziója összesen 6 játszható karaktert tartalmaz:
- Lewis szakaszvezető (Corporal Lewis)
- Masterson főhadnagy (Liutenant Masterson)
- Briar rendőr (Police Constable Briar)
- Davin rendőrőrmester (Police Sergeant Davin)
- Schneider közlegény (Private Schneider)
- Powers őrmester (Sergeant Powers)

Ezeken kívül a játékhoz megjelent 4 darab fizetős DLC, azaz letölthető tartalom, ezek újabb 16 karaktert adtak hozzá a játékhoz:
OutBrake
- Wilkes ügynök
- Aldridge öntödei munkás
- DJ Scully
- Dr. Gary Glover

Nightfall
- Mr. Foster
- Thorne biztonsági őr, más néven "Carnivore"
- Lee Baron őrvezető
- Mike Noble

PostMortem
- Harold Hunt
- Kerry Fitzpatrick
- Clive Jenkins ejtőernyős
- Alfred Anderson mentőorvos

London's Finest
- Chopper Harris
- Kevo the Chav
- Captain Wiggins
- Alberts tiszteletes

További 3 játszható karakter is van: az egyiket, a Baddest Santa nevűt achievementek teljesítésével lehet feloldani, míg a másik kettő, a Team Fortress 2-ből ismert Pyro (piros és kék ruházatban) feloldásához meg kell vásárolni a TF2-t.

## Kasztok
- Commando: főként automata fegyvereket használ; különleges képessége, hogy látja a láthatatlan ellenfeleket és az életüket is.
- Berserker: fő specialitásai a közelharci fegyverek; különleges képessége, hogy gyorsabban tud futni, és kevésbé sebződik
- Firebug: legfőbb fegyvere a tűz; különleges képessége, hogy a tűz nem sebesíti meg
- Sharpshooter: leginkább nagy hatótávolságú, pontos fegyvereket használ; különleges képessége, hogy könnyebben érhet el fejlövést
- Support Specialist: főként shotgunokat használ; különleges képessége, hogy ajtókat tud lezárni, és nagyobb súlyt vihet magával
- Demolitions: specialitása a különféle robbanószerek; különleges képessége, hogy a robbanások nem sebesítik meg
- Medic: fő feladata a csapattársak gyógyítása; speciális képessége, hogy túlélési bónuszokat kap, pl. gyorsabban tud futni

## Letölthető tartalmak
A programhoz összesen 4 darab fizetős (OutBrake, Nightfall, PostMortem, London's Finest), és 4 darab ingyenes (Heavy Metal, Level Up, Incendiary, Twisted Christmas) DLC is elérhető. A fizetős tartalmak csak újabb játszható karaktereket adnak a játékhoz, míg az ingyenesek főként új fegyvereket, ellenségeket és pályákat.